# بيتر بارلو
بيتر بارلو (بالإنجليزية: Peter Barlow)‏ (و. 1776 – 1862 م) هو رياضياتي، وفيزيائي، وأستاذ جامعي من المملكة المتحدة لبريطانيا العظمى وأيرلندا، ولد في نورتش، وكان عضوًا في الجمعية الملكية، والأكاديمية الأمريكية للفنون والعلوم، والأكاديمية الروسية للعلوم، توفي في كنت، عن عمر يناهز 86 عاماً.

## جوائز
حصل على جوائز منها:
- وسام كوبلي (1825)
- وسام كوبلي (1825)[6]
- زميل في الجمعية الملكية.

## روابط خارجية
- بيتر بارلو على موقع الموسوعة البريطانية (الإنجليزية)